# 765 Mattiaca
765 Mattiaca è un asteroide della fascia principale. Scoperto nel 1913, presenta un'orbita caratterizzata da un semiasse maggiore pari a 2,5459295 UA e da un'eccentricità di 0,2833179, inclinata di 5,55124° rispetto all'eclittica.
Il suo nome è un omaggio alla città di Wiesbaden, in Germania, di cui l'antico nome era Mattiacum.